# Monumento Ferial de Barquisimeto
El Monumento Ferial de Barquisimeto es una emblemática arquitectura que está situada en la ciudad de Barquisimeto y antes se ubicaba en la urbanización Patarata y en el cruce de la avenida Bracamonte y ahora se ubica en el Complejo Ferial Bicentenario.

## Historia
Esta sin confirmar pero hay varias fuentes , unas afirman que fue erigido en 1968 por el arquitecto Stephen Woolf, otras que fue construido cuando iniciaron las ferias, adentro del gran complejo, años después fue traslado donde reposaba la antigua plaza las banderas , hoy en día se encuentra el Monumento a los Abuelos construido por la alcaldesa Amalia Sáez, ella también movió el monumento al recinto por regalo de los 460 años de la ciudad en el 2012.

## Nombre y significado de la estructura
Gran parte de Barquisimeto desconoce su nombre, uno de los nombres es "La Corona Ferial" o "La Corona de la Divina Pastora" o "La espiga Coloreada", su significado también se desconoce ya que es un conjunto de Vigas con partes de Colores (tal vez las espigas signifiquen que son la cultura y los colores es la fiesta alegre).